# Bernhardt (Familie)

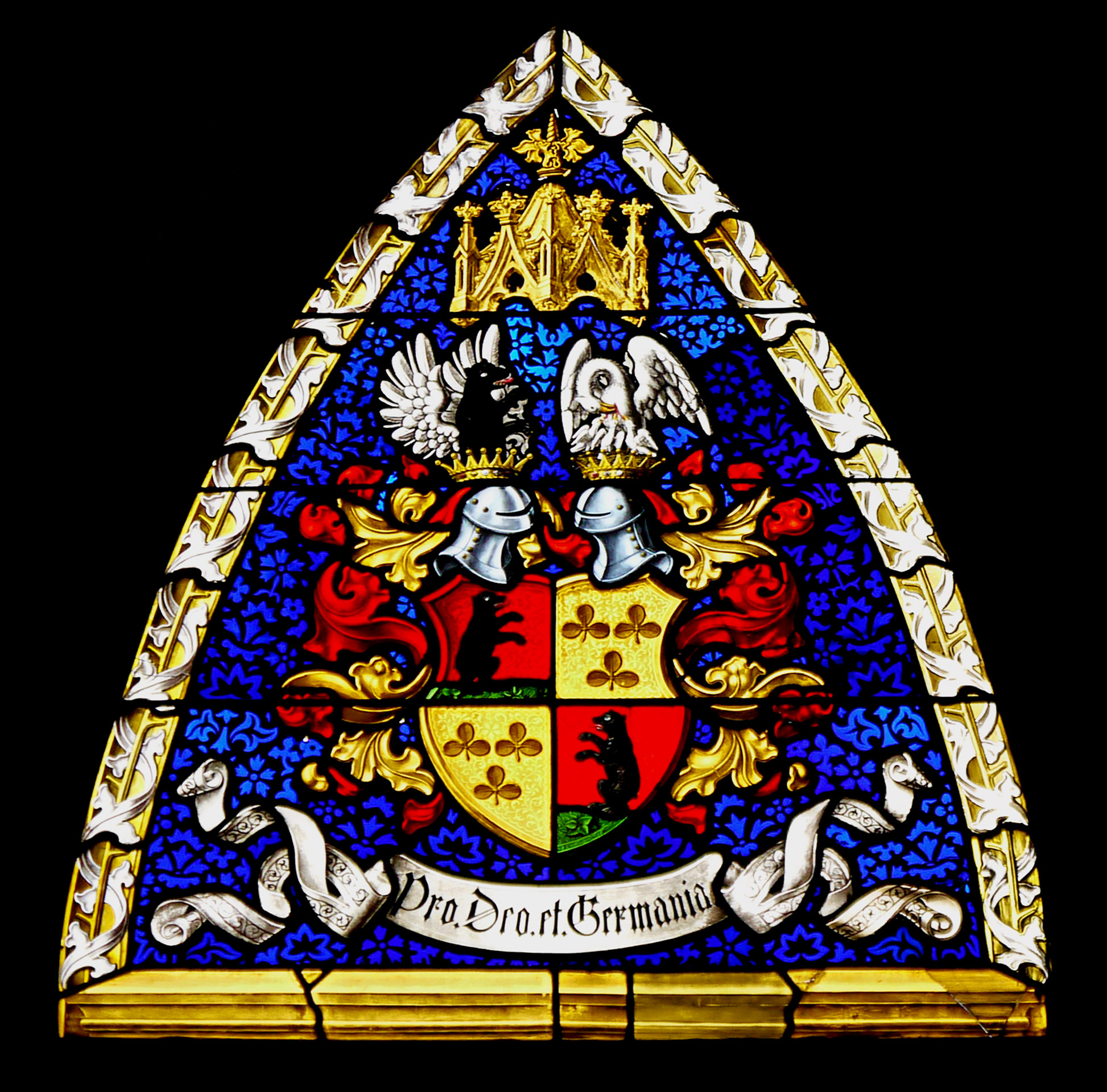
Wappen der Freiherren von Bernhard

Bernhardt, auch Bernhard, ist ein vom alten germanischen Rufnamen Bernhard (bärenstark) abgeleiteter patronymisch gebildeter Familienname. Es ist ein sogenannter mehrstämmiger Familienname, das heißt, dass mehrere Familien desselben Namens existieren, die nicht einen gemeinsamen Stammvater haben.
Eine der Familien ist das Geschlecht Bernhard(t), das aus dem Westerwald stammt und die urkundlich belegbare Stammreihe mit dem gräflich leiningen-westerburgischen Sekretär Johann Bernhardt beginnt, der 1724 in Westerburg heiratete. Eine Linie dieses Geschlechts wurde 1830 in den königlich bayerischen Adels- und Freiherrenstand aufgenommen.

## Geschichte

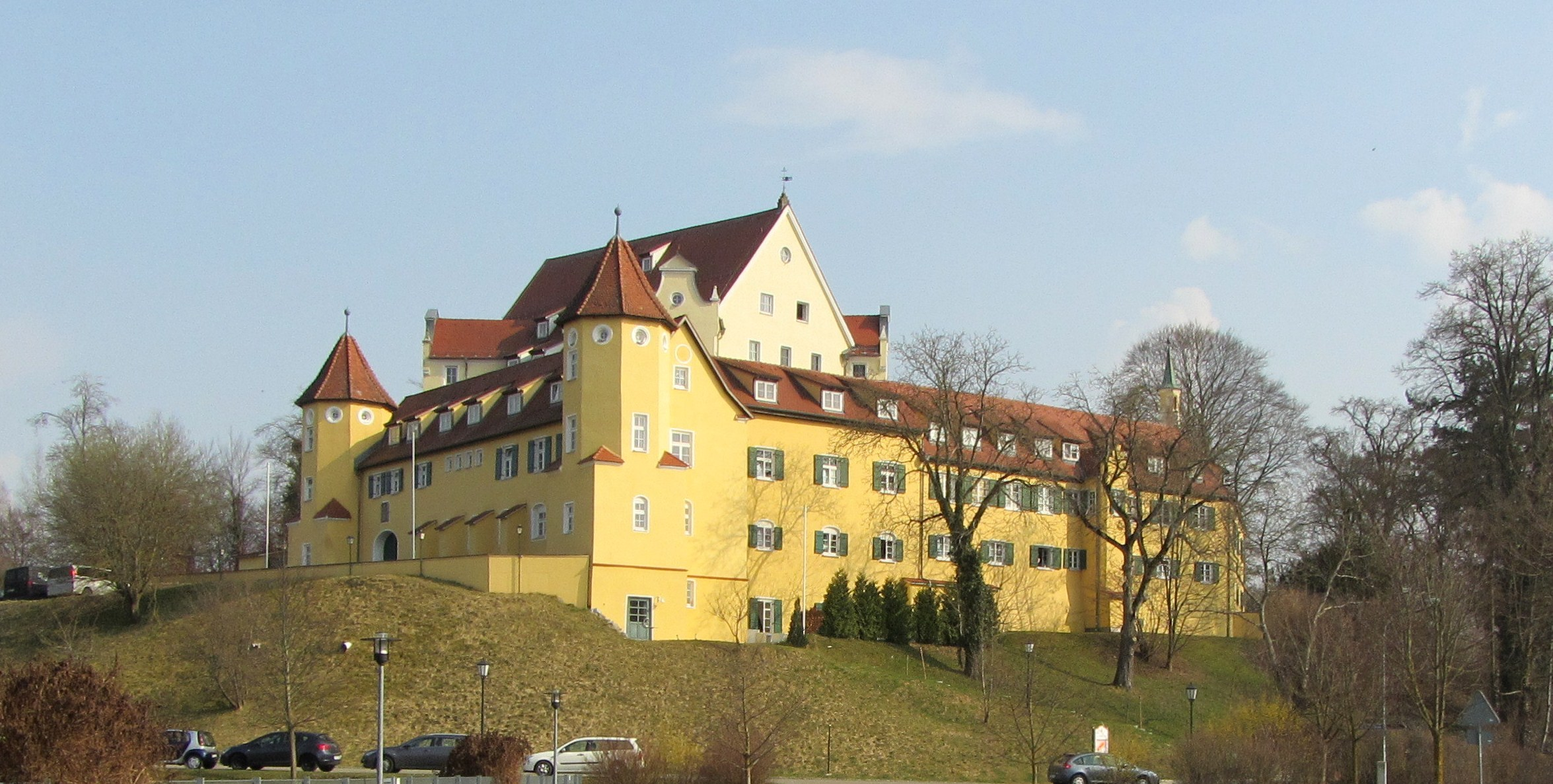
Schloss Erolzheim, das 1830 in den Besitz der Freiherren von Bernhard kam, im Jahr 2012

Friedrich (Ludwig) Bernhard entstammte der Linie des Johann Bernhardt zu Westerburg. Seine Mutter gehörte der vermögenden Familie von Kiesow zu Augsburg an. Er wurde am 22. Juli 1801 in Düsseldorf geboren und starb am 24. Januar 1871 in München als königlich bayerischer Geheimer Hofrat und Universitätsprofessor a. D. Er hatte Jura studiert und darin promoviert. Mit mehreren Abhandlungen (z. B. über Die zwei Schwerter Gottes) trat er als Vorkämpfer der deutschen Rechtswissenschaft auf.
Am 28. Mai 1830 wurde Dr. jur. Friedrich Bernhard, Privatdozent an der Universität München, in den erblichen bayerischen Adels- und Freiherrenstand aufgenommen und am 22. Juni desselben Jahres im Königreich Bayern bei der Freiherrenklasse immatrikuliert. Am St. Georgentag 1831 gründete er gemeinsam mit Friedrich Hoffstadt, Franz Graf von Pocci, Ludwig Schwanthaler und Hans Freiherr von und zu Aufseß u. a. in München die Gesellschaft für deutsche Alterthumskunde zu den drei Schilden. In einem eigens zu diesem Zweck in der damaligen Lerchenstraße (jetzt Schwanthalerstraße) durch Friedrich Freiherr von Bernhard gekauften Haus tat sich eine Anzahl vielseitig begabter junger Männer aus den verschiedensten Berufskreisen in beispielloser Begeisterung zusammen, zur Erforschung der deutschen Vorzeit.
Im Jahre 1830 hatte Friedrich Freiherr von Bernhard von seinem Onkel Heinrich von Kiesow zu Augsburg die Herrschaft Erolzheim, einen alten Besitz derer von Bömmelberg, welche dieser 1826 für 200.000 fl. als ein Allodium gekauft hatte, erworben. Friedrich von Bernhard war seitdem Grundherr und Patronatsherr von Schloss und Gut Erolzheim. Durch königlich württembergisches Dekret wurden ihm am 18. Januar 1832 die dem ritterschaftlichen Adel zugestandenen Surrogatrechte an dem Rittergut Erolzheim mit Edelbeuren und Dietbruck eingeräumt. Heinrich von Kiesow kaufte dann 1834 von Eugénie de Beauharnais, der Stiefenkelin Kaiser Napoleons I. von Frankreich und Enkelin König Maximilians I. von Bayern, für 32.000 Gulden das Schloss Eugensberg, das er 1857 an den Grafen Wilhelm von Reichenbach-Lessonitz, einen Sohn des Kurfürsten Wilhelm II. von Hessen, verkaufte. Verheiratet war Friedrich Freiherr von Bernhard mit Gräfin Amalia von Froberg genannt Montjoye (* München 30. März 1809; † Erolzheim 23. Juni 1838), einer Tochter des Grafen Johann Nepomuk Simon Joseph von Froberg genannt Montjoye (* 19. Juni 1763; † 7. Dezember 1814) und der Eleonore Laura Gräfin von Fürstenbusch, die ihm am 21. September 1834 in München die Tochter Elisabeth Freiin von Bernhard († Nordborchen 7. September 1872) gebar, welche zur Erbin des Gutes Mittenheim bei Oberschleißheim bestimmt wurde und in München am 23. August 1860 Hermann von Mallinckrodt (* Minden 5. Februar 1821; † Berlin 26. Mai 1874) heiratete und so zur Ahnfrau der Fürsten Paar wurde.
Nach dem vorzeitigen Tod seiner ersten Gemahlin, Gräfin Amalia, verkaufte Friedrich von Bernhard den Erolzheimer Besitz mit Ausnahme der Familiengrablege 1839 an die königlich württembergische Staatsfinanzverwaltung. Thekla Freiin von Bernhard, Halbschwester Elisabeths, heiratete, nach Elisabeths frühem Tod und nur drei Monate vor seinem überraschenden Tod, ebenfalls Hermann von Mallinckrodt und kümmerte sich dann um die Erziehung der verwaisten fünf Kinder. Auch entstammte der Ehe Bernhard-Froberg der Sohn Heinrich Freiherr von Bernhard, welcher mit Mathilde Freiin von Kreusser verheiratet war. Die Grabkapelle der freiherrlichen Familie Bernhard befindet sich an der Bergkapelle im oberschwäbischen Erolzheim.

## Wappen

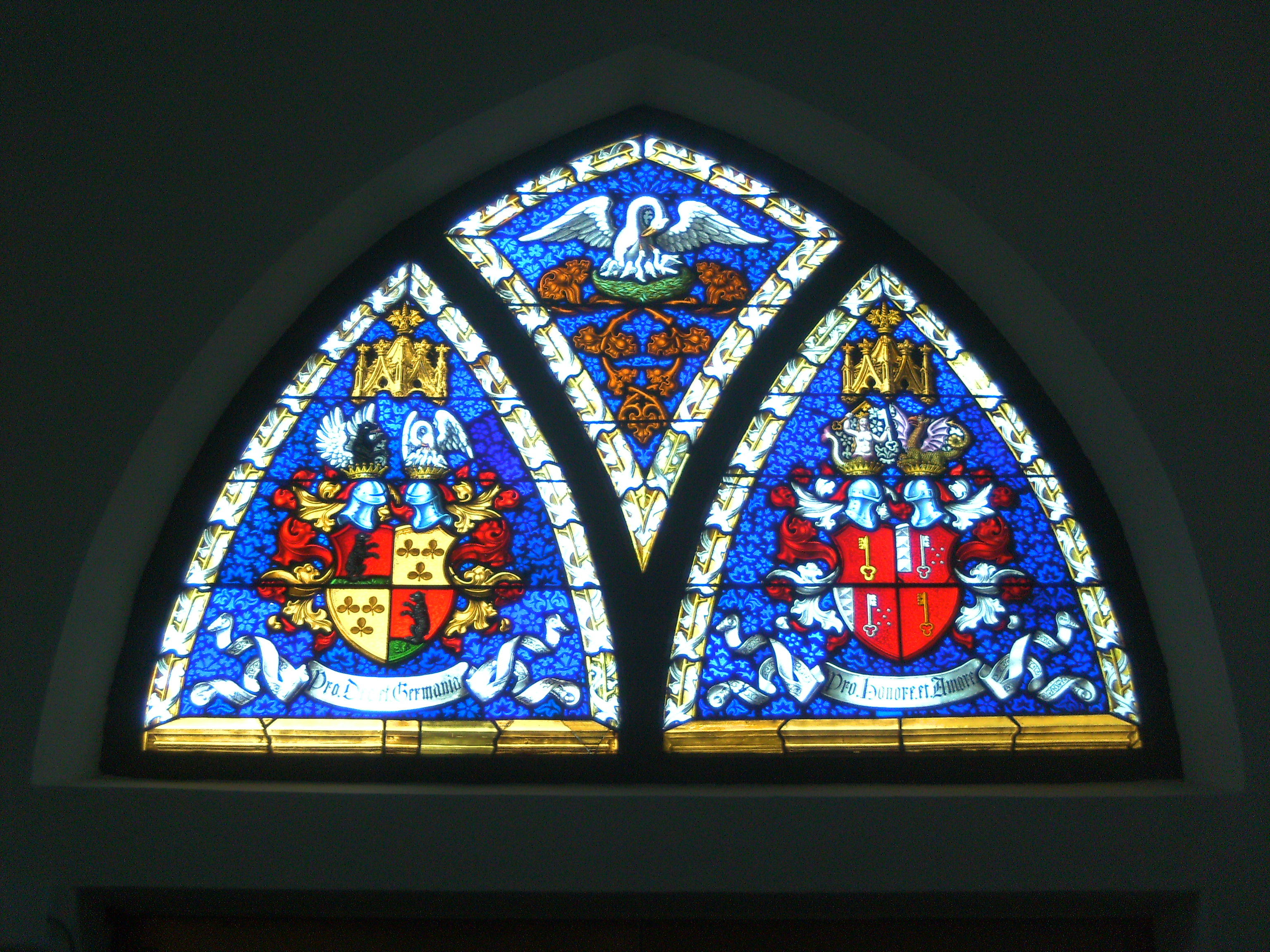
Glasfenster in der Grablege derer von Bernhard in der Erolzheimer Frobergkapelle, Ehewappen Freiherr von Bernhard – Gräfin von Froberg genannt Montjoye

Nach dem Freiherrendiplom von 1830: Geviert, in Feld 1 und 4 auf rotem Grund einwärts ein aufgerichteter schwarzer Bär auf grünem Dreiberg, in Feld 2 und 3 auf goldenem Grund drei (1, 2) grüne Kleeblätter ohne Stiele; auf dem Helm mit rot-silbernen Decken der Bär zwischen offenem, von Rot und Silber übereckgeteiltem Fluge.
Das Wappen der Freiherren von Bernhard in der Erolzheimer Frobergkapelle zeigt hingegen die drei Kleeblätter 2:1 gestellt und mit Stielen; auf dem Schild zwei gekrönte Helme, beide mit rot-goldenen Decken, auf dem einwärts gekehrten rechten der Bär, hier wachsend, zwischen einem ganz silbernen Flug, auf dem linken Helm ein silberner Pelikan im grünen Nest, der seine drei Jungen mit seinem Herzblut tränkt.

## Namensträger
- Johann Bernhardt (urkundlich 1724), gräflich leiningen-westerburgischer Sekretär
- Friedrich Freiherr von Bernhard (* 1801; † 1871), Dr. jur., Rechtswissenschaftler, Altertumsforscher, Mäzen, Professor der Universität München und königlich bayerischer Geheimer Hofrat

## Einzelnachweise

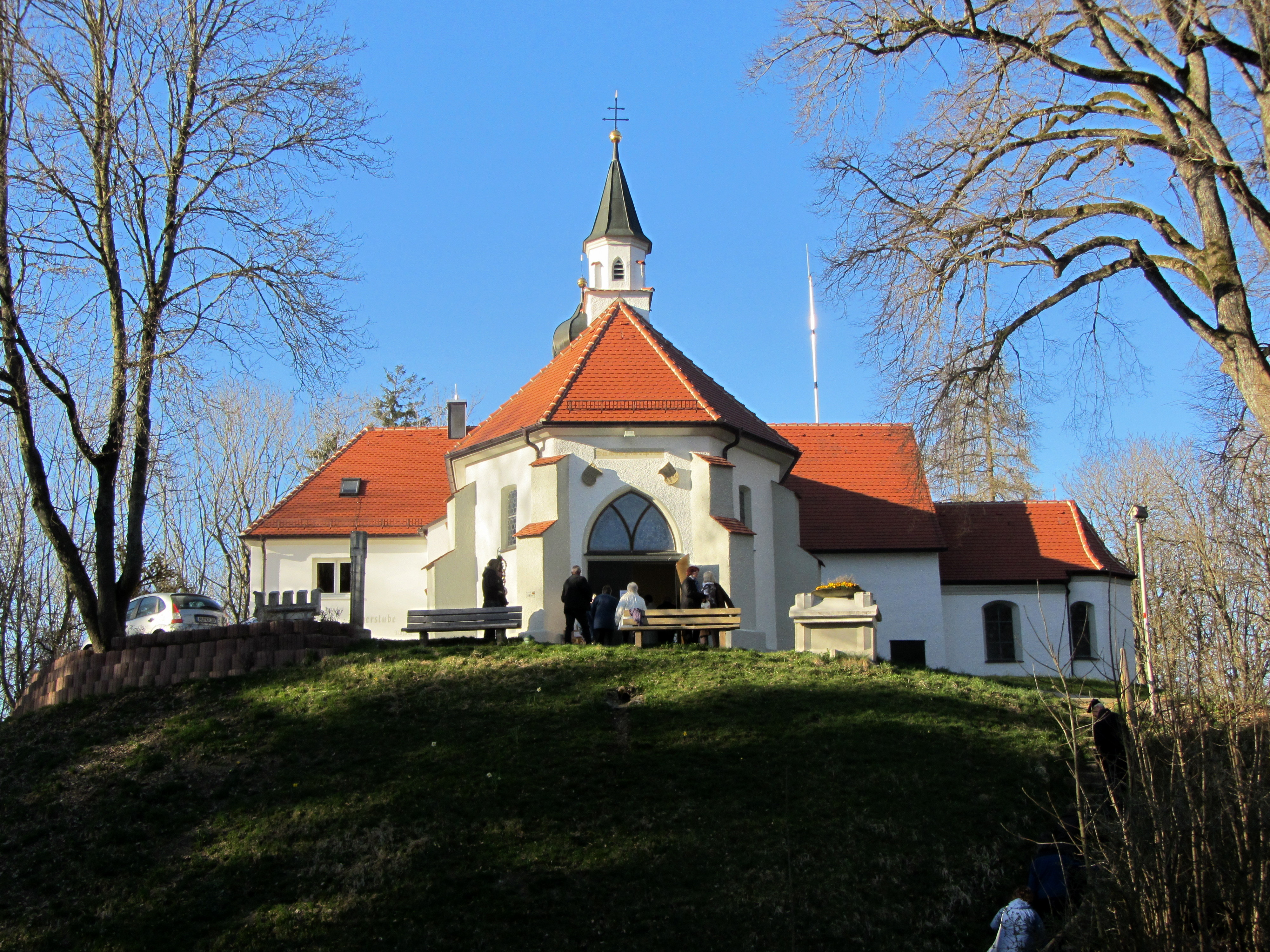
Bergkapelle in Erolzheim – teilweise Grablege der Familie